# Šveicarija

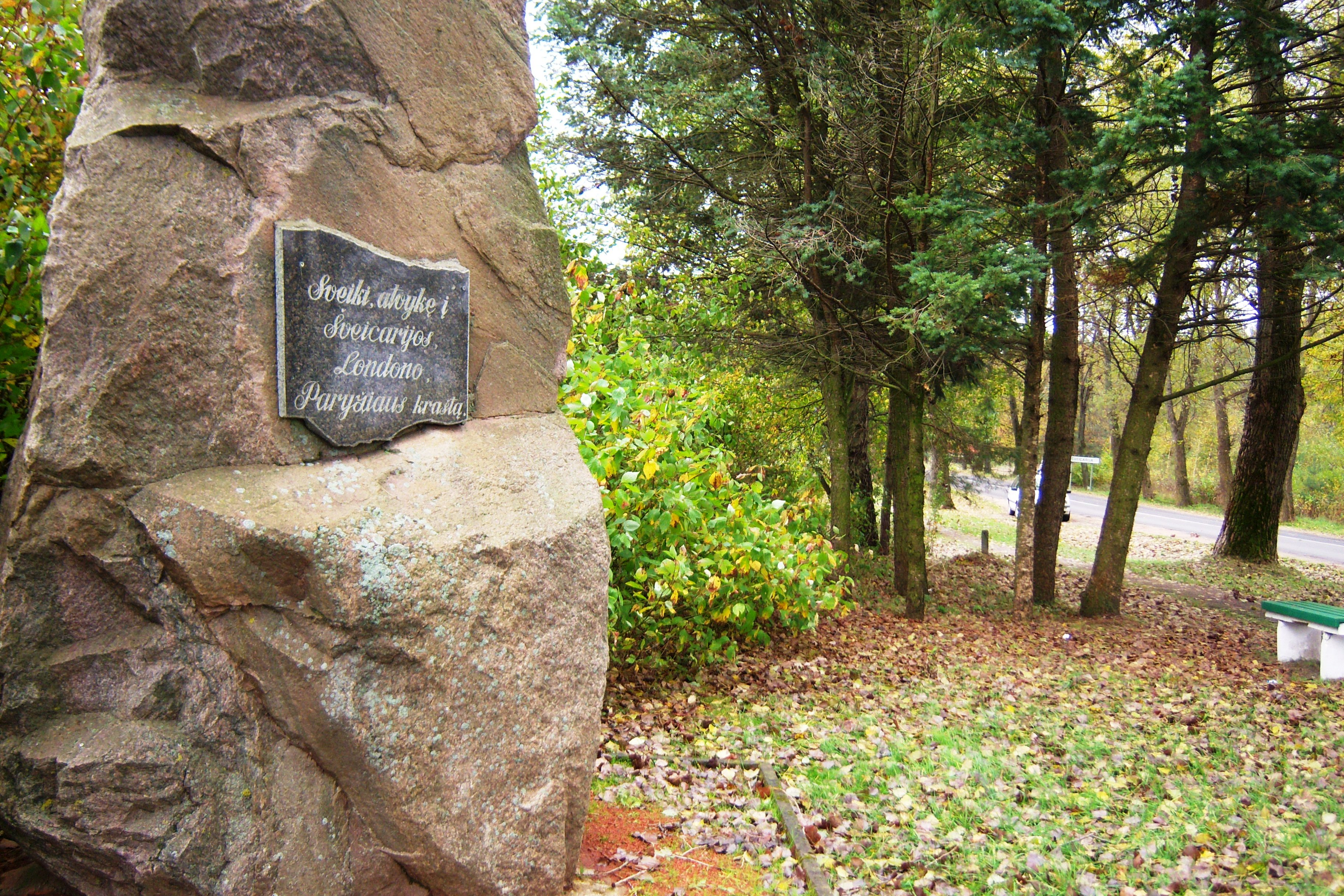

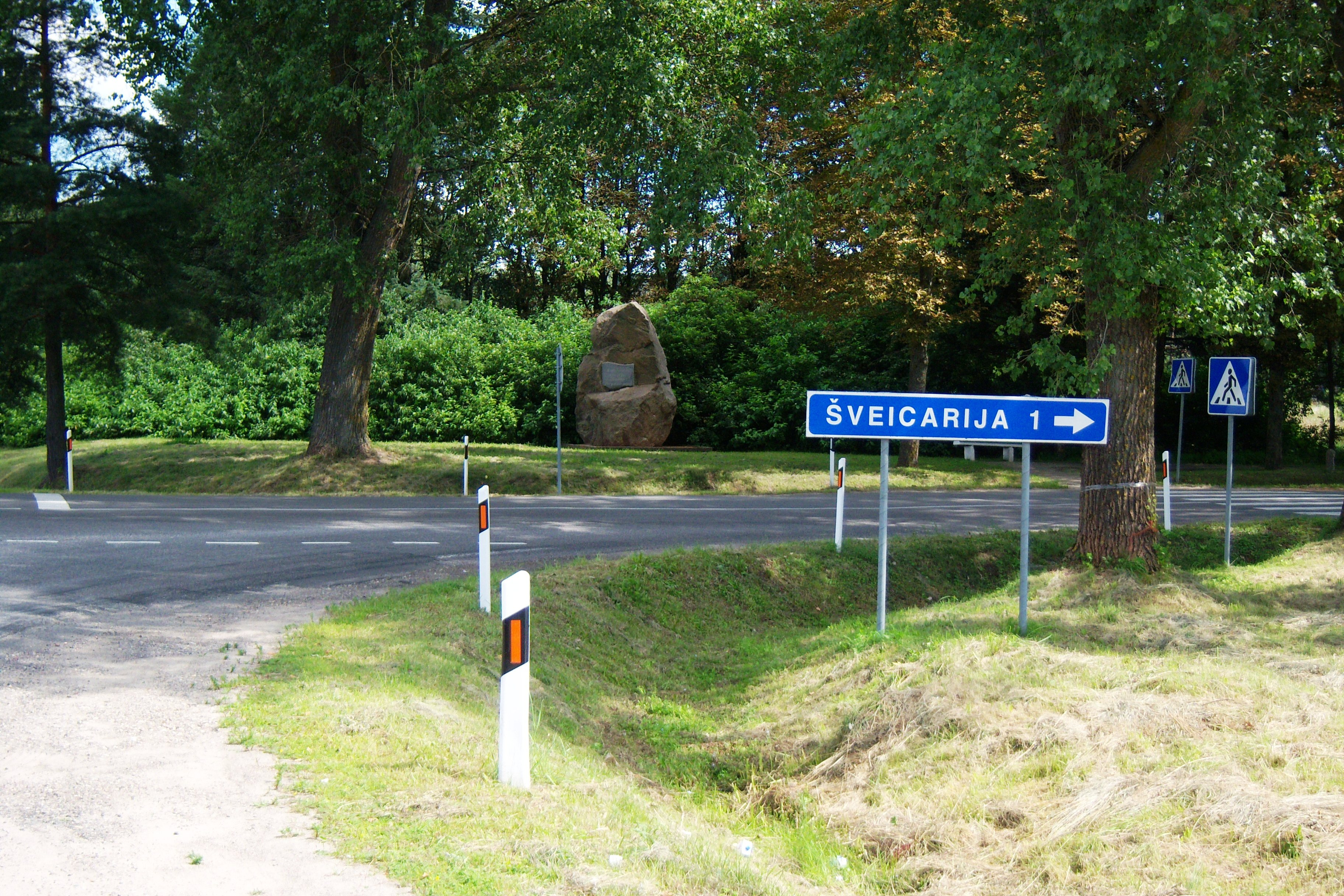
Šveicarija

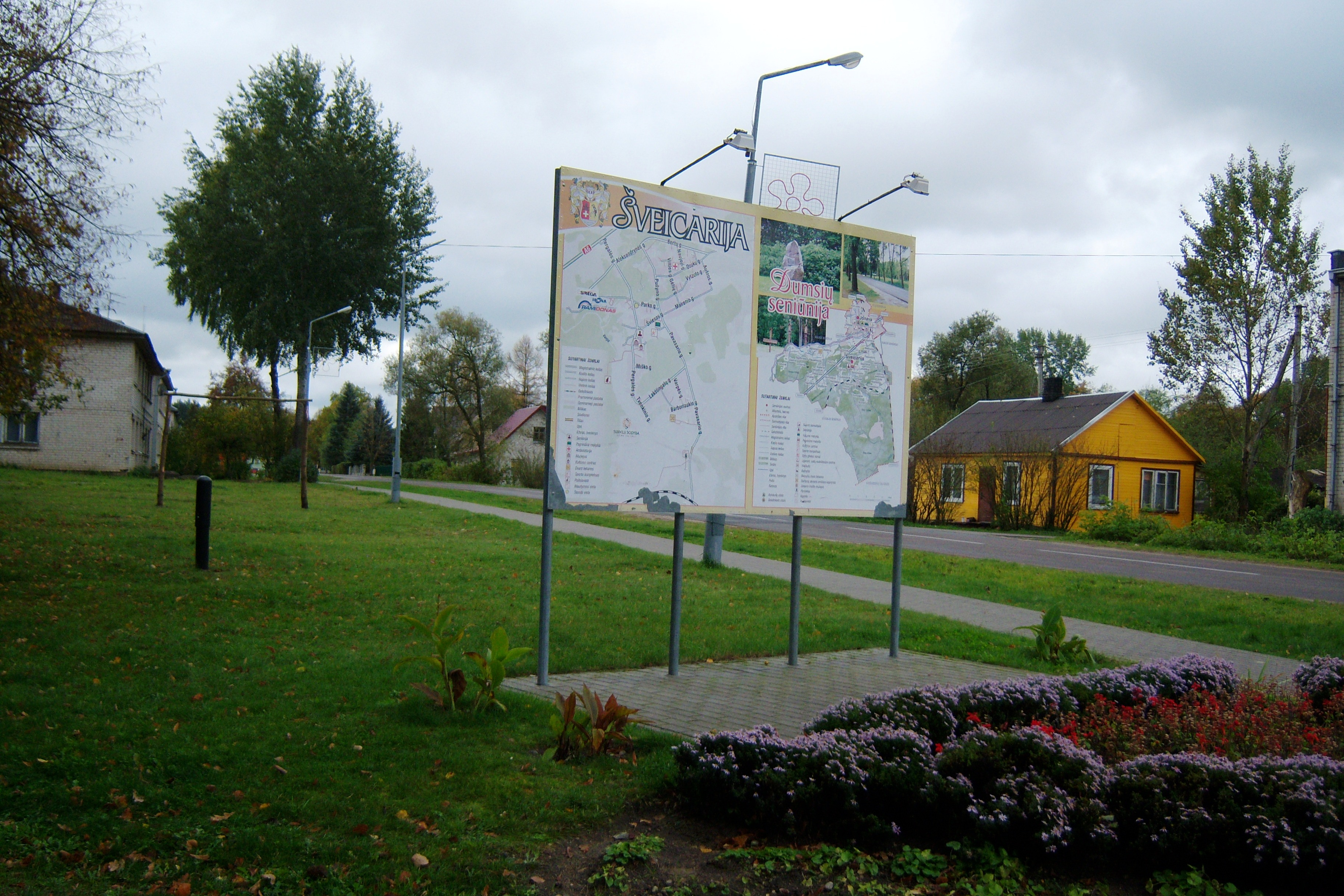
Zentrum von Šveicarija

Šveicarija (deutsch Schweiz) ist ein Dorf in Litauen. Es gehört zur Rajongemeinde Jonava und liegt einen Kilometer östlich der Fernstraße A6. Es ist das Zentrum im Amtsbezirk Dumsiai. Hier leben 812 Einwohner. Den Amtsbezirk bilden die Unteramtsbezirke Šveicarija und Barborlaukisliothek.
Es gibt eine Hauptschule, eine Bibliothek, ein Postamt (LT-55041), eine katholische Kapelle, die zur Pfarrgemeinde des heiligen Apostels Jakobs Jonava gehört. Weiterhin ist vorhanden ein Sportzentrum (man kann Fußball, Basketball, Beachvolleyball spielen), eine Kindergarten-Krippe „Voveraitė“, das Kulturhaus (mit einem Saal für Veranstaltungen). In diesem befindet sich das Zentrum für Volkskunst des Landesmuseums Jonava. In der Nähe liegt der Stausee Šveicarija. Südlich vom Dorf befindet sich der Gutshof Barborlaukis.

## Geschichte
Šveicarija wurde im 18. Jahrhundert erwähnt. Im 20. Jahrhundert gab es hier den Gutshof Šveicarija. 1970 lebten nur 192 Einwohner. Im Schuljahr 1999/2000 lernten 139 Schüler und arbeiteten 22 Lehrer in der Hauptschule Šveicarija. 2011 wurde das Wappen Šveicarija bestätigt.

## Personen
- Kazys Alyta (1881–1942), Literat und Schauspieler